# سيباستيان فيليب
سيباستيان فيليب (بالفرنسية: Sébastien Philippe)‏ هو سائق سيارة سباق فرنسي، ولد في 8 فبراير 1975 في فيلوربان في فرنسا.

## وصلات خارجية
- سيباستيان فيليب على موقع DriverDB.com (الإنجليزية)